# Підземне сховище газу Гавія
Підземне сховище газу Гавія – об’єкт нафогазової інфраструктури Саудівської Аравії. Перше підземне сховище природного газу в історії країни.
Споживання природного газу в Саудівській Аравії досягає пікових показників у спекотний літній період, коли зростає попит на кондиціювання. Впоратись з цими піками має допомогти  ПСГ Гавія, яке за планом почне видачу ресурсу у літній період 2024 року. 
Для створення сховища обрали випрацьований поклад газоконденсатного родовища Гавія (знаходиться під однойменним блоком найбільшого в світі нафтового родовища Гавар), що пов’язаний із формацією Унайза (нижня перм). Закачування та відбір газу провадитимуть через 22 свердловини, з яких 12 були вже споруджені на етапі розробки родовища, а 10 необхідно пробурити під час будівництва сховища.
Через район Гавія проходить потужний газотранспортний коридор Гарад – Гавія – Шедгам – Беррі, при цьому спорудження сховища потребуватиме прокладання 560 км трубопроводів в діаметрах від 250 мм до 1400 мм.
За проектом сховище матиме добову пропускну здатність на рівні 42 млн м3 газу на прийом та 56 млн м3 на видачу. У компанії Siemens замовили лінії компремування – 10 для нагнітання та 10 для видачі блакитного палива, при цьому всього передбачене встановлення 32 компресорів.